# Meristacarus madagascarensis
Meristacarus madagascarensis är en kvalsterart som beskrevs av Balogh 1964. Meristacarus madagascarensis ingår i släktet Meristacarus och familjen Lohmanniidae.

## Underarter
Arten delas in i följande underarter:
- M. m. madagascarensis
- M. m. obscurus